# Heida Reed
Heiða Rún Sigurðardóttir, mer känd under artistnamnet Heida Reed, född 22 maj 1988 i Reykjavik, är en isländsk skådespelare och fotomodell. Hon är mest känd för sin roll som Elizabeth i serien Poldark.

## Filmografi (i urval)
| År    | Titel             | Roll             | Anmärkning          |
| ----- | ----------------- | ---------------- | ------------------- |
| 2011  | En dag            | Ingrid           |                     |
| 2012  | True Bloodthirst  | Celeste          |                     |
| 2012  | Kommissarie Banks | Carmen           | TV-serie, 2 avsnitt |
| 2013  | Jo                | Adele            | TV-serie, 8 avsnitt |
| 2013  | Eternal Return    | Isabelle         | Kortfilm            |
| 2014  | Tyst vittne       | Monica           | TV-serie, 2 avsnitt |
| 2014  | Lava              | Gréta            | Miniserie           |
| 2015  | Toast of London   | Pooky Hook       | TV-serie, 1 avsnitt |
| 2015– | Poldark           | Elizabeth        | TV-serie            |
| 2016  | Mord i paradiset  | Eloise Ronson    | TV-serie, 1 avsnitt |
| 2017  | Stella Blómkvist  | Stella Blómkvist | TV-serie, 6 avsnitt |